# Óscar Antonio Castellanos
Óscar Antonio Castellanos Santos (Quetzaltenango, Quetzaltenango, Guatemala; 18 de enero de 2000) es un futbolista guatemalteco. Juega de defensa y su equipo actual es el Antigua GFC de la Liga Nacional de Fútbol de Guatemala. Es internacional absoluto por la selección de Guatemala desde 2021.

## Trayectoria
Formado en las inferiores del Antigua GFC, debutó con el primer equipo muy joven en la temporada 2017-18. Tras dos préstamos al Deportivo Mixco y Xelajú, regresó a Antigua para la temporada 2020-21 y de afianzó en el equipo titular.

## Selección nacional
Debutó en la selección de Guatemala el 22 de enero de 2021 ante Puerto Rico por un encuentro amistoso.

### Participaciones en copas continentales
| Copa                            | Sede           | Resultado      |
| ------------------------------- | -------------- | -------------- |
| Copa de Oro de la Concacaf 2021 | Estados Unidos | Fase de grupos |

## Clubes
| Club                       | País      | Año           |
| -------------------------- | --------- | ------------- |
| Antigua GFC                | Guatemala | 2017-presente |
| Deportivo Mixco (préstamo) | Guatemala | 2020          |
| Xelajú (préstamo)          | Guatemala | 2020-2021     |
| Antigua GFC                | Guatemala | 2021-presente |

## Palmarés

### Títulos nacionales
| Título                               | Club        | País      | Año                              |
| ------------------------------------ | ----------- | --------- | -------------------------------- |
| Liga Nacional de Fútbol de Guatemala | Antigua GFC | Guatemala | Torneo Apertura 2017 (Guatemala) |
| Liga Nacional de Fútbol de Guatemala | Antigua GFC | Guatemala | Torneo Clausura 2019 (Guatemala) |